# Ölgrundteich
Der Ölgrundteich ist ein Teich, der durch die Walbke gespeist wird.

## Geografische Lage
Der Teich liegt zwischen Walbeck und Wiederstedt im Ölgrund, einem Tal. Der Teich ist Ausgangspunkt verschiedener Wanderwege im Erholungsgebiet Ölgrundteich.

## Geschichte
Im 17. und 18. Jahrhundert diente der Teich dazu, die mit Wasserkraft angetriebenen Maschinen der umliegenden Bergbaue mit Energie zu versorgen. 1958 wurde der Teich mit Unterstützung des VEB Walzwerk Hettstedt saniert und zu einem Naherholungsgebiet ausgebaut. Damals bestand die Möglichkeit, den Teich mit ausleihbaren Ruderbooten und Tretbooten zu befahren.